# Horabylu, Shimoga
Horabylu là một làng thuộc tehsil Shimoga, huyện Shimoga, bang Karnataka, Ấn Độ.